# Ален I Великий

Вторжения викингов в Бретань

Але́н I Великий (фр. Alain I le Grand; умер в 907) — граф Ванна и Нанта с 877 года, король Бретани с 888 или 890 года.

## Биография

### Правление
Согласно генеалогии, составленной в XI веке в монастыре Сен-Обин д’Анжер, отца Алена I Великого звали Ридоред. После смерти брата Паскветена Ален унаследовал его владения. Первоначально ему пришлось вести борьбу против графов Ренна, начатую ещё его брате.
Однако перед лицом общей угрозы нападений на Бретань норманнов, Ален в 888 или 890 году объединился с графом Юдикаэлем Реннским. Хотя в сражении при Кестамбере Юдикаэль погиб, возглавляемые Аленом бретонцы нанесли в нём викингам сокрушительное поражение, после которого те долгое время не решались нападать на Бретань. Ален же в день победы при Кестамбере прямо на поле боя был провозглашён войском королём, таким образом восстановив единство Бретани, утраченное после убийства Саломона в 874 году.
После гибели Юдикаэля Ален остался единственным могущественным правителем в Бретани. Кроме того Ален заключил соглашение с правителем Западно-Франкского королевства Людовиком II Заикой, по которому Ален становился вассалом Людовика, а взамен тот признавал за Аленом королевский титул. В период после 890 года и до самой смерти Алена в 907 году Бретань переживала период относительного спокойствия и благополучия, благодаря чему постепенно была восстановлена экономика страны. В состав его владений входили как населённые бретонцами (Леон, Думнония, Корнуай, Ваннете), так и владения с преимущественно франкским населением (Ренн, Нант, Авраншен, Котантен и западная часть Пуату).
После окончательного распада Каролингской империи в 888 году Ален стал фактически независимым правителем, значительно упрочив свою власть, пользуясь слабостью королей Западно-Франкского королевства. Однако после смерти Алена в 907 году его наследники не смогли сохранить единство Бретани, которая была разделена на несколько частей. А к 919 году практически вся Бретань оказалась захвачена норманнами. Только в 936 году внук Алена I Великого Ален II Кривая Борода смог изгнать норманнов. Однако Бретань перестала быть королевством и владения Алена II оказались значительно меньше, чем владения его деда.

### Брак и дети
1-я жена: Орегюэн (Оргем). Дети:
- Рудал (умер около 913), граф Ванна с 907 года
- Гюэрек (умер в 897/903)
- Паскветен (умер в 897/903)
- Бюдик (умер после 897)
- дочь; муж: граф Поэра Матьедуа (умер в 936)
  - Ален II Кривая Борода

2-я жена: N. Сын:
- Дерьян (умер после 910)